# Cephalodella friebei
Cephalodella friebei är en hjuldjursart som beskrevs av Koste, Robertson och Hardy 1984. Cephalodella friebei ingår i släktet Cephalodella och familjen Notommatidae. Inga underarter finns listade i Catalogue of Life.